# Капустін Віктор Володимирович
Ві́ктор Володи́мирович Капу́стін (нар. 7 квітня 1958, Київ) — український банкір, політик, спортивний функціонер. Екс-голова правління Державного експортно-імпортного банку України, президент Федерації шахів України у 2010—2024. З квітня 2002 до березня 2005 — Народний депутат України 4-го скликання, обраний за списками виборчого блоку Ющенка «Наша Україна».

## Біографія
Віктор Володимирович Капустін народився 7 квітня 1958 року у місті Києві у родині вчителів. Батько (1909–1995) — професор Київського державного університету ім. Т. Шевченка, мати (1923) — вчитель української мови та літератури у середній школі.
Успішно закінчивши у 1980 році Київський державний університет ім. Т. Шевченка за спеціальністю економіст-міжнародник, референт-перекладач англійської мови, В.Капустін у 1981 році вступає на заочне відділення до Київського інституту народного господарства, де у 1986 році отримує спеціальність економіста.
У червні 1980 році отримує посаду економіста Центральної бухгалтерії Укрконтори Держбанку СРСР, а вже з жовтня цього ж року був переведений на посаду помічника керуючого Укрконторою Держбанку СРСР.
З 1985 року по 1987 рік працює головним економістом управління кредитування легкої промисловості.
В січні 1988 року у зв'язку з реорганізацією банківської системи обіймав посаду заступника начальника управління кредитування торгівлі та легкої промисловості одного з найбільших спеціалізованих республіканських банків — Укржитлосоцбанку.
У вересні 1988 році — заступник начальника планово-економічного управління Укрзовнішекономбанку.
У лютому 1992 року В. Капустіна призначено заступником Голови правління Державного експортно-імпортного банку України. Початок становлення незалежної банківської системи та набутий попередній практичний досвід, особисті якості В. Капустіна поклали початок визначення діяльності українських банків у зовнішньому оточенні. За ініціативи В. Капустіна було проведено перші операції з кореспондентськими рахунками з закордонними банками, проведено прямі міжнародні розрахунки між українськими та закордонними підприємствами, підписано угоди з німецькими, французькими, італійськими банками та організаціями із залучення іноземних кредиторів, відкрито перші кредитні лінії.
З липня 1997 року став президентом ООО «Український фонд розвитку», а в липні 1998 року В. Капустіна було призначено заступником Голови Державного комітету України з питань розвитку підприємництва.
З квітня 1999 року — Голова наглядової ради АБ «Банк регіонального розвитку».
У 2002 році обраний народним депутатом України IV скликання по багатомандатному виборчому округу (виборчий блок Віктора Ющенка «Наша Україна», у виборчому списку № 24). Обіймав посаду першого заступника Голови Комітету з питань фінансів і банківської діяльності. В. Капустін брав активну участь у розробці та прийнятті принципових для фінансового сектора законів «Про боротьбу з легалізацією (відмиванням) коштів, набутих злочинним шляхом», «Про іпотеку», «Про недержавне пенсійне забезпечення» та інші.
У 2005—2010 працював на посаді голови правління Укрексімбанку. На цій посаді у 2009 Капустін Віктор Володимирович був визнаний одним із найкращих топ-менеджерів за версією ТОП-100. Рейтинг найкращих топ-менеджерів України [Архівовано 7 грудня 2009 у Wayback Machine.].

## Нагороди
- Орден За заслуги III ступеня (2006)[4]